# 1999-es U17-es labdarúgó-világbajnokság
Az 1999-es U17-es labdarúgó-világbajnokságot Új-Zélandon rendezték 1999. november 10. és november 27. között. 16 válogatott vett részt a tornán. A világbajnokságon 1982. január 1. után született labdarúgók vehettek részt. A tornát a brazil csapat nyerte meg.

## Helyszínek
| Város        | Stadion               |
| ------------ | --------------------- |
| Auckland     | North Harbour Stadion |
| Napier       | Mc Lean Park          |
| Christchurch | QE II Stadion         |
| Dunedin      | Carisbrook            |

## Csapatok
| Szövetség                                         | Selejtező torna                                 | Csapatok                                    |
| ------------------------------------------------- | ----------------------------------------------- | ------------------------------------------- |
| AFC (Ázsia)                                       | 1998-as U17-es Ázsia-kupa                       | Thaiföld · Katar                            |
| CAF (Afrika)                                      | 1999-es U17-es Afrika-kupa                      | Ghána · Burkina Faso · Mali                 |
| CONCACAF (Észak és Közép-amerikai, Karibi térség) | 1999-es U17-es CONCACAF-aranykupa               | Jamaica · Mexikó · Egyesült Államok         |
| CONMEBOL (Dél-Amerika)                            | 1999-es U17-es dél-amerikai Labdarúgó-bajnokság | Brazília · Paraguay · Uruguay               |
| OFC (Óceánia)                                     | 1999-es U17-es óceániai Selejtező-torna         | Ausztrália                                  |
| UEFA (Európa)                                     | 1999-es U17-es labdarúgó-Európa-bajnokság       | Spanyolország · Lengyelország · Németország |
| Rendező ország                                    | Rendező ország                                  | Új-Zéland                                   |

## Csoportkör
A csoportok első két helyezettje jutott tovább a negyeddöntőkbe, onnantól egyeneses kieséses rendszerben folytatódtak a küzdelmek.
A mérkőzések kezdési időpontjai helyi idő szerint vannak feltüntetve.
| Jelmagyarázat                                                            |
| ------------------------------------------------------------------------ |
| A csoportok első két helyezettje bejutott az egyenes kieséses szakaszba. |
| A csoportok harmadik és negyedik helyezettjei kiestek.                   |

### A csoport
| Csapat           | M | Gy | D | V | G+ | G– | Gk | P |
| ---------------- | - | -- | - | - | -- | -- | -- | - |
| Egyesült Államok | 3 | 2  | 1 | 0 | 4  | 2  | +2 | 7 |
| Uruguay          | 3 | 1  | 1 | 1 | 6  | 2  | +4 | 4 |
| Új-Zéland        | 3 | 1  | 0 | 2 | 3  | 8  | –5 | 3 |
| Lengyelország    | 3 | 0  | 2 | 1 | 3  | 4  | –1 | 2 |

| 1999. november 10. 19:30 |

| Új-Zéland    | 1–2               | Egyesült Államok         |
| ------------ | ----------------- | ------------------------ |
| Mulligan 16' | (1–0) Jegyzőkönyv | Thompson 69' Donovan 74' |

| North Harbour Stadion, Auckland Nézőszám: 14 103 Játékvezető: Wolfgang Stark (német) |

| 1999. november 11. 19:30 |

| Uruguay     | 1–1               | Lengyelország |
| ----------- | ----------------- | ------------- |
| Alvarez 46' | (0–0) Jegyzőkönyv | Madej 51'     |

| North Harbour Stadion, Auckland Nézőszám: 3623 Játékvezető: Hichem Guirat (tunéziai) |

| 1999. november 13. 13:45 |

| Új-Zéland | 0–5               | Uruguay                                                     |
| --------- | ----------------- | ----------------------------------------------------------- |
|           | (0–2) Jegyzőkönyv | Lapolla 42' Peralta 45+1' Leal 63' Martinez 71' Meneses 77' |

| North Harbour Stadion, Auckland Nézőszám: 10 265 Játékvezető: Costas Kapitanis (ciprusi) |

| 1999. november 13. 16:00 |

| Egyesült Államok       | 1–1               | Lengyelország        |
| ---------------------- | ----------------- | -------------------- |
| Donovan 89' (11-esből) | (0–1) Jegyzőkönyv | Madej 43' (11-esből) |

| North Harbour Stadion, Auckland Nézőszám: 10 265 Játékvezető: Robert Troxler Ayala (paraguayi) |

| 1999. november 16. 18:00 |

| Lengyelország    | 1–2               | Új-Zéland               |
| ---------------- | ----------------- | ----------------------- |
| Mierzejewski 88' | (0–0) Jegyzőkönyv | Mulligan 53' Pearce 64' |

| North Harbour Stadion, Auckland Nézőszám: 7643 Játékvezető: Edgar Rangel Perez (mexikói) |

| 1999. november 16. 20:15 |

| Egyesült Államok | 1–0               | Uruguay |
| ---------------- | ----------------- | ------- |
| Onyewu 90'       | (0–0) Jegyzőkönyv |         |

| North Harbour Stadion, Auckland Nézőszám: 7643 Játékvezető: Kírosz Vasszárasz (görög) |

### B csoport
| Csapat        | M | Gy | D | V | G+ | G– | Gk  | P |
| ------------- | - | -- | - | - | -- | -- | --- | - |
| Ghána         | 3 | 2  | 1 | 0 | 12 | 2  | +10 | 7 |
| Mexikó        | 3 | 2  | 0 | 1 | 5  | 4  | +1  | 6 |
| Spanyolország | 3 | 1  | 1 | 1 | 7  | 2  | +5  | 4 |
| Thaiföld      | 3 | 0  | 0 | 3 | 1  | 17 | –16 | 0 |

| 1999. november 11. 16:00 |

| Ghána                | 1–1               | Spanyolország |
| -------------------- | ----------------- | ------------- |
| Ibrahim Attiku 45+2' | (1–0) Jegyzőkönyv | Mario 90+7'   |

| Mc Lean Park, Napier Nézőszám: 4000 Játékvezető: Kamikava Tóru (japán) |

| 1999. november 11. 18:15 |

| Mexikó                                                       | 4–0               | Thaiföld |
| ------------------------------------------------------------ | ----------------- | -------- |
| Juan EstradawEstrada 7' Galindo 38' Ramirez 53' Grijalva 76' | (2–0) Jegyzőkönyv |          |

| Mc Lean Park, Napier Nézőszám: 3950 Játékvezető: Bruce Edward Grimshaw (új-zélandi) |

| 1999. november 13. 13:45 |

| Spanyolország                                             | 6–0               | Thaiföld |
| --------------------------------------------------------- | ----------------- | -------- |
| Aitor 35' 44' 90+1' Albert 42' Ernesto 45+1' Jonathan 80' | (4–0) Jegyzőkönyv |          |

| Mc Lean Park, Napier Nézőszám: 5200 Játékvezető: Noel Bynoe (trinidadi) |

| 1999. november 13. 16:00 |

| Ghána                          | 4–0               | Mexikó |
| ------------------------------ | ----------------- | ------ |
| Lamptey 38' 75' Attiku 71' 89' | (1–0) Jegyzőkönyv |        |

| Mc Lean Park, Napier Nézőszám: 5200 Játékvezető: Bruce Edward Grimshaw (új-zélandi) |

| 1999. november 16. 16:00 |

| Thaiföld   | 1–7               | Ghána                                                |
| ---------- | ----------------- | ---------------------------------------------------- |
| Suriya 62' | (0–4) Jegyzőkönyv | Dong-Bortey 7' 16' 50' Addo 22' 28' 52' Obodai 90+1' |

| Mc Lean Park, Napier Nézőszám: 4056 Játékvezető: Mark Shield (ausztrál) |

| 1999. november 16. 18:15 |

| Spanyolország | 0–1               | Mexikó       |
| ------------- | ----------------- | ------------ |
|               | (0–1) Jegyzőkönyv | Vallejeo 38' |

| Mc Lean Park, Napier Nézőszám: 4056 Játékvezető: Byron Moreno (ecuadori) |

### C csoport
| Csapat      | M | Gy | D | V | G+ | G– | Gk | P |
| ----------- | - | -- | - | - | -- | -- | -- | - |
| Ausztrália  | 3 | 2  | 0 | 1 | 4  | 3  | +1 | 6 |
| Brazília    | 3 | 1  | 2 | 0 | 2  | 1  | +1 | 5 |
| Németország | 3 | 0  | 2 | 1 | 1  | 2  | –1 | 2 |
| Mali        | 3 | 0  | 2 | 1 | 0  | 1  | –1 | 2 |

| 1999. november 12. 13:45 |

| Brazília                           | 2–1               | Ausztrália      |
| ---------------------------------- | ----------------- | --------------- |
| Marquinhos 31' Carlos Henrique 66' | (1–0) Jegyzőkönyv | Macallister 81' |

| QE II Stadion, Christchurch Nézőszám: 6000 Játékvezető: Tomasz Mikulski (lengyel) |

| 1999. november 12. 16:00 |

| Mali | 0–0         | Németország |
| ---- | ----------- | ----------- |
|      | Jegyzőkönyv |             |

| QE II Stadion, Christchurch Nézőszám: 6000 Játékvezető: Byron Moreno (ecuadori) |

| 1999. november 14. 16:00 |

| Ausztrália                       | 2–1               | Németország |
| -------------------------------- | ----------------- | ----------- |
| Cansdell-Sherriff 66' Byrnes 70' | (0–1) Jegyzőkönyv | Haas 9'     |

| QE II Stadion, Christchurch Nézőszám: 4000 Játékvezető: Isaack Abdulkadir (tanzániai) |

| 1999. november 14. 18:15 |

| Brazília | 0–0         | Mali |
| -------- | ----------- | ---- |
|          | Jegyzőkönyv |      |

| QE II Stadion, Christchurch Nézőszám: 4000 Játékvezető: Edgar Rangel Perez (mexikói) |

| 1999. november 17. 16:00 |

| Németország | 0–0         | Brazília |
| ----------- | ----------- | -------- |
|             | Jegyzőkönyv |          |

| QE II Stadion, Christchurch Nézőszám: 6500 Játékvezető: Hichem Guirat (tunéziai) |

| 1999. november 17. 18:15 |

| Ausztrália   | 1–0               | Mali |
| ------------ | ----------------- | ---- |
| McDonald 23' | (1–0) Jegyzőkönyv |      |

| QE II Stadion, Christchurch Nézőszám: 6500 Játékvezető: Carlos Batres (guatemalai) |

### D csoport
| Csapat       | M | Gy | D | V | G+ | G– | Gk  | P |
| ------------ | - | -- | - | - | -- | -- | --- | - |
| Paraguay     | 3 | 2  | 1 | 0 | 9  | 2  | +7  | 7 |
| Katar        | 3 | 2  | 0 | 1 | 3  | 3  | +3  | 6 |
| Burkina Faso | 3 | 1  | 1 | 1 | 4  | 4  | 0   | 4 |
| Jamaica      | 3 | 0  | 0 | 3 | 0  | 10 | –10 | 0 |

| 1999. november 12. 18:00 |

| Jamaica | 0–1               | Burkina Faso |
| ------- | ----------------- | ------------ |
|         | (0–1) Jegyzőkönyv | Compaore 12' |

| Carisbrook, Dunedin Nézőszám: 5173 Játékvezető: Kírosz Vasszárasz (görög) |

| 1999. november 12. 20:15 |

| Paraguay              | 2–0               | Katar |
| --------------------- | ----------------- | ----- |
| Fretes 37' Guzman 57' | (1–0) Jegyzőkönyv |       |

| Carisbrook, Dunedin Nézőszám: 5173 Játékvezető: Mark Shield (ausztrál) |

| 1999. november 14. 18:00 |

| Burkina Faso | 1–2               | Katar                     |
| ------------ | ----------------- | ------------------------- |
| Kabore 57'   | (0–2) Jegyzőkönyv | Rasoul 16' (11-esből) 37' |

| Carisbrook, Dunedin Nézőszám: 4662 Játékvezető: Carlos Batres (guatemalai) |

| 1999. november 14. 20:15 |

| Jamaica | 0–5               | Paraguay                                                           |
| ------- | ----------------- | ------------------------------------------------------------------ |
|         | (0–4) Jegyzőkönyv | Ferreira 11' Da Silva 15' 80' (11-esből) Cabrera 30' Figueredo 43' |

| Carisbrook, Dunedin Nézőszám: 4662 Játékvezető: Taj Addin Fares (szíriai) |

| 1999. november 17. 18:00 |

| Katar                                      | 4–0               | Jamaica |
| ------------------------------------------ | ----------------- | ------- |
| Rasoul 52' 63' Abuhamda 69' Budawood 90+1' | (0–0) Jegyzőkönyv |         |

| Carisbrook, Dunedin Nézőszám: 2180 Játékvezető: Costas Kapitanis (ciprusi) |

| 1999. november 17. 20:15 |

| Burkina Faso      | 2–2               | Paraguay                |
| ----------------- | ----------------- | ----------------------- |
| Ouedraogo 50' 53' | (0–2) Jegyzőkönyv | Cabrera 4' Ferreira 45' |

| Carisbrook, Dunedin Nézőszám: 2180 Játékvezető: Wolfgang Stark (német) |

## Egyenes kieséses szakasz
|  |                             |                  |                         |                             |       |                  |                         |                         |                         |                         |               |       |       |
|  | Negyeddöntők                | Negyeddöntők     | Negyeddöntők            |                             |       | Elődöntők        | Elődöntők               | Elődöntők               |                         |                         | Döntő         | Döntő | Döntő |
|  | Negyeddöntők                | Negyeddöntők     | Negyeddöntők            |                             |       | Elődöntők        | Elődöntők               | Elődöntők               |                         |                         | Döntő         | Döntő | Döntő |
|  | november 20. – Auckland     |                  |                         |                             |       |                  |                         |                         |                         |                         |               |       |       |
|  |                             |                  |                         |                             |       |                  |                         |                         |                         |                         |               |       |       |
|  | A1                          | Egyesült Államok | 3                       |                             |       |                  |                         |                         |                         |                         |               |       |       |
|  | A1                          | Egyesült Államok | 3                       | november 24. – Christchurch |       |                  |                         |                         |                         |                         |               |       |       |
|  | B2                          | Mexikó           | 2                       |                             |       |                  |                         |                         |                         |                         |               |       |       |
|  | B2                          | Mexikó           | 2                       |                             |       | Egyesült Államok | Egyesült Államok        | 2 (6)                   |                         |                         |               |       |       |
|  | november 21. – Christchurch |                  |                         |                             |       | Egyesült Államok | Egyesült Államok        | 2 (6)                   |                         |                         |               |       |       |
|  |                             |                  | Ausztrália              | Ausztrália                  | 2 (7) |                  |                         |                         |                         |                         |               |       |       |
|  | C1                          | Ausztrália       | Ausztrália              | Ausztrália                  | 2 (7) | 1                |                         |                         |                         |                         |               |       |       |
|  | C1                          | Ausztrália       |                         |                             |       | 1                | november 27. – Auckland |                         |                         |                         |               |       |       |
|  | D2                          | Katar            | 0                       |                             |       |                  |                         |                         |                         |                         |               |       |       |
|  | D2                          | Katar            | 0                       |                             |       | Ausztrália       | Ausztrália              | 0 (7)                   |                         |                         |               |       |       |
|  | november 20. – Napier       |                  |                         |                             |       | Ausztrália       | Ausztrália              | 0 (7)                   |                         |                         |               |       |       |
|  |                             |                  | Brazília                | Brazília                    | 0 (8) |                  |                         |                         |                         |                         |               |       |       |
|  | B1                          | Ghána            | Brazília                | Brazília                    | 0 (8) | 3                |                         |                         |                         |                         |               |       |       |
|  | B1                          | Ghána            | november 24. – Auckland |                             |       | 3                |                         |                         |                         |                         |               |       |       |
|  | A2                          | Uruguay          | 2                       |                             |       |                  |                         |                         |                         |                         |               |       |       |
|  | A2                          | Uruguay          | 2                       |                             |       | Ghána            | Ghána                   | 2 (2)                   | Bronzmérkőzés           | Bronzmérkőzés           | Bronzmérkőzés |       |       |
|  | november 21. – Dunedin      |                  |                         |                             |       | Ghána            | Ghána                   | 2 (2)                   | Bronzmérkőzés           | Bronzmérkőzés           | Bronzmérkőzés |       |       |
|  |                             |                  | Brazília                | Brazília                    | 2 (4) |                  |                         | november 27. – Auckland | november 27. – Auckland | november 27. – Auckland |               |       |       |
|  | D1                          | Paraguay         | Brazília                | Brazília                    | 2 (4) | 1                |                         | november 27. – Auckland | november 27. – Auckland | november 27. – Auckland |               |       |       |
|  | D1                          | Paraguay         |                         |                             |       |                  |                         | Egyesült Államok        | Egyesült Államok        | 0                       |               |       |       |
|  | C2                          | Brazília         | 4                       |                             |       |                  |                         | Egyesült Államok        | Egyesült Államok        | 0                       |               |       |       |
|  | C2                          | Brazília         | 4                       |                             |       | Ghána            | Ghána                   | 2                       |                         |                         |               |       |       |
|  |                             |                  |                         |                             |       | Ghána            | Ghána                   | 2                       |                         |                         |               |       |       |

### Negyeddöntők
| 1999. november 20. 14:00 |

| Egyesült Államok                   | 3–2               | Mexikó                |
| ---------------------------------- | ----------------- | --------------------- |
| Beasley 38' Cila 43' Beckerman 48' | (2–1) Jegyzőkönyv | Vallejeo 2' Yanez 70' |

| North Harbour Stadion, Auckland Nézőszám: 7483 Játékvezető: Carlos Batres (guatemalai) |

| 1999. november 20. 16:00 |

| Ghána                             | 3–2 (h. u.)                 | Uruguay             |
| --------------------------------- | --------------------------- | ------------------- |
| Addo 35' 107' Novegil 45' (öngól) | (2–1, 2–2, 2–2) Jegyzőkönyv | Olivera 9' Leal 65' |

| Mc Lean Park, Napier Nézőszám: 5600 Játékvezető: Edgar Rangel Perez (mexikói) |

| 1999. november 21. 14:00 |

| Ausztrália   | 1–0               | Katar |
| ------------ | ----------------- | ----- |
| Di Iorio 55' | (0–0) Jegyzőkönyv |       |

| QE II Stadion, Christchurch Nézőszám: 3500 Játékvezető: Wolfgang Stark (német) |

| 1999. november 21. 16:00 |

| Paraguay     | 1–4               | Brazília                      |
| ------------ | ----------------- | ----------------------------- |
| Da Silva 42' | (1–2) Jegyzőkönyv | Leonardo 26' 37' 56' Caca 90' |

| Carisbrook, Dunedin Nézőszám: 7251 Játékvezető: Taj Addin Fares (szíriai) |

### Elődöntők
| 1999. november 24. 16:00 |

| Egyesült Államok       | 2–2 (h. u.)                 | Ausztrália             |
| ---------------------- | --------------------------- | ---------------------- |
| Donovan 36' Onyewu 52' | (1–2, 2–2, 2–2) Jegyzőkönyv | Byrnes 2' McDonald 35' |
| Büntetőpárbaj          |                             |                        |
|                        | 6–7                         |                        |

| QE II Stadion, Christchurch Nézőszám: 5000 Játékvezető: Byron Moreno (ecuadori) |

| 1999. november 24. 19:30 |

| Ghána                | 2–2 (h. u.)                 | Brazília                        |
| -------------------- | --------------------------- | ------------------------------- |
| Lamptey 66' Addo 81' | (0–2, 2–2, 2–2) Jegyzőkönyv | Leonardo 26' Tetteh 28' (öngól) |
| Büntetőpárbaj        |                             |                                 |
|                      | 2–4                         |                                 |

| North Harbour Stadion, Auckland Nézőszám: 12 451 Játékvezető: Costas Kapitanis (ciprusi) |

### Bronzmérkőzés
| 1999. november 27. 13:15 |

| Egyesült Államok | 0–2               | Ghána                |
| ---------------- | ----------------- | -------------------- |
|                  | (0–1) Jegyzőkönyv | Pimpong 35' Addo 84' |

| North Harbour Stadion, Auckland Nézőszám: 15 675 Játékvezető: Taj Addin Fares (szíriai) |

### Döntő
| 1999. november 27. 16:00 |

| Ausztrália    | 0–0 (h. u.) | Brazília |
| ------------- | ----------- | -------- |
|               | Jegyzőkönyv |          |
| Büntetőpárbaj |             |          |
|               | 7–8         |          |

| North Harbour Stadion, Auckland Nézőszám: 22 859 Játékvezető: Kírosz Vasszárasz (görög) |

## Díjak
| Az 1999-es U17-es labdarúgó-világbajnokság győztese |
| --------------------------------------------------- |
| · Brazília · 2. cím                                 |

adidas Golden Ball
- Landon Donovan
- DaMarcus Beasley
- Alvaro Meneses

adidas Golden Shoe
- Ismael Addo
- Waleed Rasoul
- Leonardo

FIFA Fair Play díj
- Mexikó

## Gólszerzők
7 gólos
- Ishmael Addo

4 gólos
- Waleed Rasoul
- Leonardo